# Andy Samberg
David Andrew "Andy" Samberg (født 18. august 1978) er en amerikansk komiker, skuespiller, manuskriptforfatter og rapper. Han er foruden medlem af gruppen The Lonely Island.
Andy Samberg har også været vært for prisuddelingen MTV Movie Awards i 2009.
Som skuespiller er Samberg blandt andet kendt for sin rolle i tv-serien Brooklyn Nine-Nine, hvor han spiller detektiv Jake Peralta.

## Filmografi

### Film
| år   | Titel                                 | Rolle                                 | Noter                                |
| ---- | ------------------------------------- | ------------------------------------- | ------------------------------------ |
| 2007 | Hot Rod                               | Rod Kimble                            |                                      |
| 2008 | Space Chimps                          | Ham III                               | Voice                                |
| 2008 | Extreme Movie                         | N/A                                   | Co-writer                            |
| 2008 | Nick and Norah's Infinite Playlist    | Homeless Man                          |                                      |
| 2009 | I Love You, Man                       | Robbie Klaven                         |                                      |
| 2009 | Cloudy With a Chance of Meatballs     | Brent McHale                          | Voice                                |
| 2011 | Friends with Benefits                 | Quincy                                |                                      |
| 2011 | What's Your Number?                   | Gerry Perry                           |                                      |
| 2012 | Celeste and Jesse Forever             | Jesse Abrams                          |                                      |
| 2012 | That's My Boy                         | Todd/Han Solo                         |                                      |
| 2012 | The Watch                             | Casual Wanker #1                      | Cameo                                |
| 2012 | Hotel Transylvania                    | Jonathan Loughran                     | Voice                                |
| 2013 | Grown Ups 2                           | Male Cheerleader                      | Cameo                                |
| 2013 | The To Do List                        | Van King                              |                                      |
| 2013 | Cloudy with a Chance of Meatballs 2   | Brent McHale                          | Voice                                |
| 2014 | Neighbors                             | Toga #1                               | Cameo                                |
| 2015 | Hotel Transylvania 2                  | Jonathan "Johnny" Loughran            | Voice                                |
| 2016 | Popstar: Never Stop Never Stopping    | Conner "Kid Conner" Friel/Conner4Real | Også producer og manuskriptforfatter |
| 2016 | Storks                                | Junior                                | Stemme                               |
| 2017 | Take the 10                           | Johnny                                |                                      |
| 2017 | Brigsby Bear                          | Eric                                  | Også producer                        |
| 2017 | Puppy!                                | Johnny Loughran                       | Stemme, kortfilm                     |
| 2018 | Hotel Transylvania 3: Summer Vacation | Johnny Loughran                       | Voice                                |
| 2020 | Palm Springs                          | Nyles                                 | Også producer                        |
| 2021 | America: The Motion Picture           | Benedict Arnold                       | Stemme                               |
| 2021 | Hotel Transylvania: Transformania     | Johnny Loughran                       | Stemme; completed                    |
| 2022 | Chip 'n Dale: Rescue Rangers          | Dale                                  | Stemme; in production                |

### Tv
| År        | Titel                                              | Rolle                                   | Noter                                                                    |
| --------- | -------------------------------------------------- | --------------------------------------- | ------------------------------------------------------------------------ |
| 2003–2004 | The 'Bu                                            | Aaron                                   | 8 episodes; also writer                                                  |
| 2005      | Arrested Development                               | Stage Manager                           | Episode: "Righteous Brothers"                                            |
| 2005      | House of Cosbys                                    | Cosby Team TriOsby (voice)              | 2 episodes                                                               |
| 2005–2012 | Saturday Night Live                                | Various Characters                      | 139 episodes; also writer                                                |
| 2008      | Human Giant                                        | Jonathan                                | 4 episodes                                                               |
| 2009      | 2009 MTV Movie Awards                              | Himself (host)                          | Television special                                                       |
| 2009–2011 | American Dad!                                      | Ricky the Raptor / Anti-Christ (voices) | Episode: "Rapture's Delight"                                             |
| 2010      | Freaknik: The Musical                              | Chad (voice)                            | Television film                                                          |
| 2010      | The Sarah Silverman Program                        | Troy Bulletinboard                      | Episode: "Smellin' of Troy"                                              |
| 2010      | Parks and Recreation                               | Carl Lorthner                           | Episode: "Park Safety"                                                   |
| 2011–2017 | Adventure Time                                     | Various voices                          | 3 episodes                                                               |
| 2012      | Portlandia                                         | Andy                                    | Episode: "Mixologist"                                                    |
| 2012      | 30 Rock                                            | Himself                                 | Episode: "The Ballad of Kenneth Parcell"                                 |
| 2012      | SpongeBob SquarePants                              | Colonel Carper (voice)                  | Episode: "Hello Bikini Bottom!"                                          |
| 2012      | Cuckoo                                             | Dale "Cuckoo" Ashbrick                  | 7 episodes                                                               |
| 2012–2016 | Comedy Bang! Bang!                                 | Himself                                 | 5 episodes                                                               |
| 2013      | 28th Independent Spirit Awards                     | Himself (host)                          | Television special                                                       |
| 2013      | The Awesomes                                       | Various voices                          | 3 episodes                                                               |
| 2013      | Comedy Central Roast of James Franco               | Himself (roaster)                       | Television special                                                       |
| 2013–2021 | Brooklyn Nine-Nine                                 | Jake Peralta                            | Hovedrolle, også producer                                                |
| 2014      | Saturday Night Live                                | Himself (host)                          | Episode: "Andy Samberg/St. Vincent"                                      |
| 2015      | The Eric Andre Show                                | Eric Andre                              | Episode: "Pauly D & Rick Springfield"                                    |
| 2015      | Major Lazer                                        | Dr Nerd/Dr Bass Drop (voice)            | 2 episodes                                                               |
| 2015      | 7 Days in Hell                                     | Aaron Williams                          | Television film; also executive producer                                 |
| 2015      | 67th Primetime Emmy Awards                         | Himself (host)                          | Television special                                                       |
| 2016      | Party Over Here                                    | N/A                                     | Creator and executive producer                                           |
| 2016      | New Girl                                           | Jake Peralta                            | Episode: "Homecoming"                                                    |
| 2017      | Michael Bolton's Big, Sexy Valentine's Day Special | Kenny G                                 | Television special                                                       |
| 2017      | Master of None                                     | Nicolas Cage (voice)                    | Episode: "New York, I Love You"                                          |
| 2017      | Tour de Pharmacy                                   | Marty Hass                              | Television film; also executive producer                                 |
| 2017      | Lady Dynamite                                      | Himself                                 | 2 episodes                                                               |
| 2018      | Alone Together                                     | N/A                                     | Executive producer                                                       |
| 2018      | Bob's Burgers                                      | Brett (voice)                           | Episode: "Sleeping with the Frenemy"                                     |
| 2019      | 76th Golden Globe Awards                           | Himself (co-host)                       | Television special                                                       |
| 2019      | PEN15                                              | N/A                                     | Executive producer                                                       |
| 2019      | I Think You Should Leave with Tim Robinson         | Paul                                    | Episode: "We Used to Watch This at My Old Work"; also executive producer |
| 2019      | The Unauthorized Bash Brothers Experience          | Jose Canseco                            | Television special; also executive producer                              |
| 2019      | The Dark Crystal: Age of Resistance                | The Heretic (skekGra) (voice)           | 4 episodes                                                               |
| 2020      | Mapleworth Murders                                 | Bran BcBillan                           | 2 episodes                                                               |
| 2020–2021 | Never Have I Ever                                  | Himself (voice)                         | 2 episodes                                                               |
| TBA       | Baking It                                          | Himself (host)                          | Upcoming                                                                 |

### Computerspil
| År   | Titel                   | Rolle             | Noter |
| ---- | ----------------------- | ----------------- | ----- |
| 2022 | Tiny Tina's Wonderlands | Captain Valentine | Voice |